# Juneau megye
Juneau megye az Amerikai Egyesült Államokban, azon belül Wisconsin államban található. Megyeszékhelye és legnagyobb városa Mauston. Lakosainak száma 26 718 fő (2020. április 1.). Juneau megye Wood, Adams, Columbia, Sauk, Vernon, Monroe és Jackson megyékkel határos.

## Népesség
A megye népességének változása:
| Lakosok száma | 26 672 | 26 669 | 26 751 | 26 547 | 26 224 | 26 718 |
|               | 2010   | 2011   | 2012   | 2013   | 2015   | 2020   |